# Alamodactylus
Alamodactylus („prst z Alama“) byl rod nyktosauromorfního pterodaktyloidního ptakoještěra, který žil v období pozdní svrchní křídy (věk coniak, asi před 90 až 88 miliony let) na území dnešního Texasu (USA, souvrství Atco).

## Objev a popis

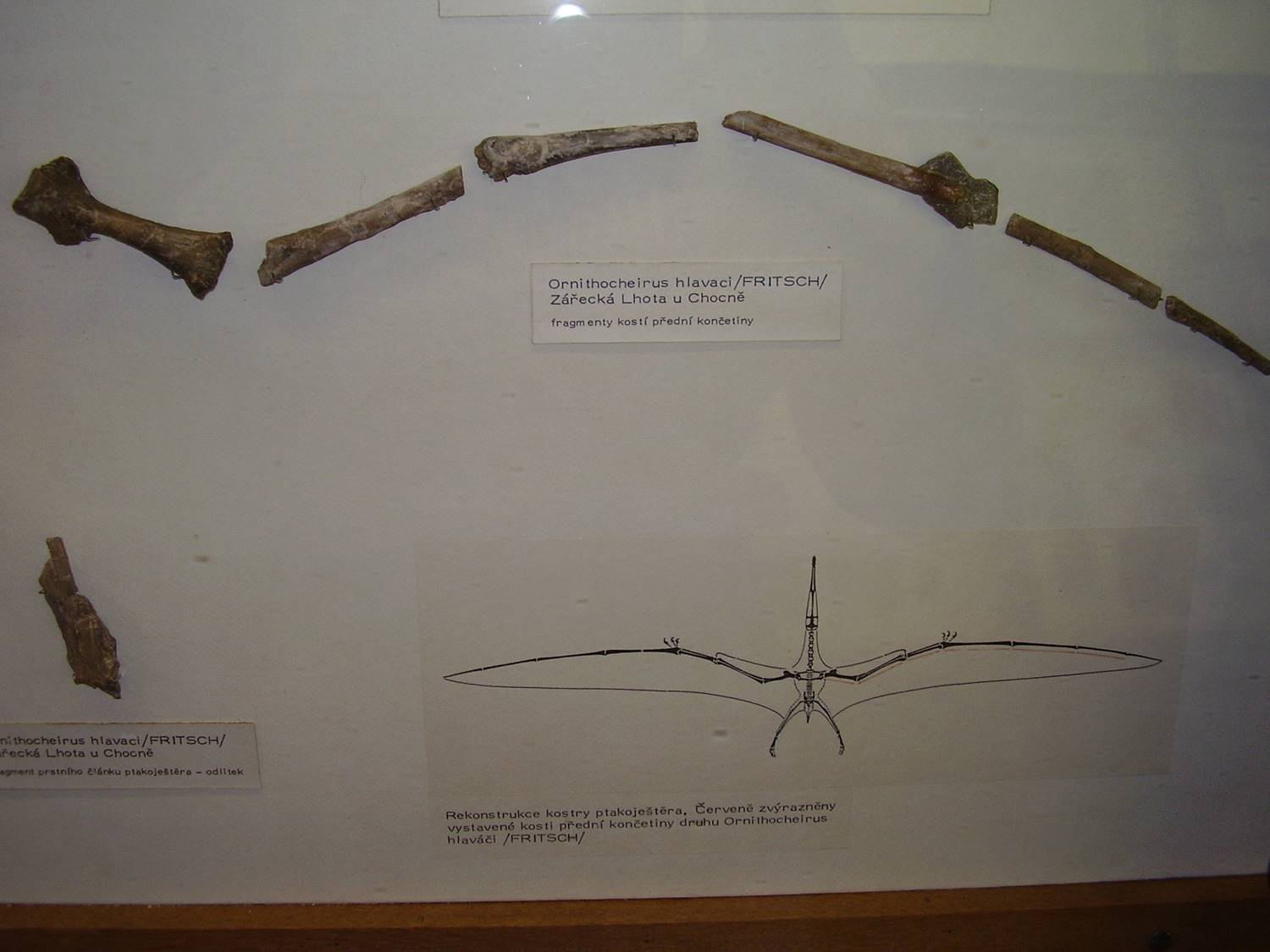
Fosilie příbuzného druhu Cretornis hlavaci

Tento ptakoještěr je známý podle fosilií typového exempláře se sbírkovým označením SMU 76476, jedná se o nekompletní a fragmentárně dochovanou kostru. Původně byl považován za zástupce rodu Pteranodon, ale v roce 2013 jej dvojice paleontologů popsala jako samostatný taxon Alamodactylus byrdi. Rodové jméno odkazuje k Alamu, slavné bitvě z války o nezávislost Texasu. Druhové jméno byrdi je poctou objeviteli fosilií, Gary Byrdovi. Alamodactylus byl vývojově příbuzný taxonům Volgadraco bogolubovi a v Česku objevenému druhu Cretornis hlavaci.
Pažní kost tohoto ptakoještěra měří na délku 15 cm, z čehož je možné odhadnout rozpětí jeho křídel zhruba na 4 až 5 metrů. Jednalo se tedy o poměrně velkého pterosaura. Podle různých odhadů dokázali tito ptakoještěři urazit ohromné vzdálenosti. Například zástupci vývojově příbuzného rodu Quetzalcoatlus a dalších azhdarchidů a nyktosauridů zvládli pravděpodobně přeletět v rozmezí 7 až 10 dní na vzdálenost kolem 16 000 kilometrů, a to jen s relativně malým výdejem energie.